# Elluz Peraza
Elluz Coromoto Peraza González (Caracas, 26 gennaio 1958) è una modella e attrice venezuelana,.

## Biografia
Eletta Miss Venezuela nel 1975 in rappresentanza dello stato di Guárico, Peraza rinunciò al titolo due giorni dopo la vittoria per potersi sposare. La seconda classificata Judith Castillo, rappresentante dello stato di Nueva Esparta prese il suo posto come Miss Venezuela.
In seguito Peraza è diventata un'affermata attrice, principalmente di telenovela. Dal 1976 al 2010 ha preso parte ad oltre venticinque produzioni televisive, tra le quali El fantasma de Elena, La mujer del presidente, Perro amor e cinematografiche. Nel 1981 ha vinto il Meridiano de Oro come miglior attrice venezuelana.